# St. Wendelin (Tünschütz)

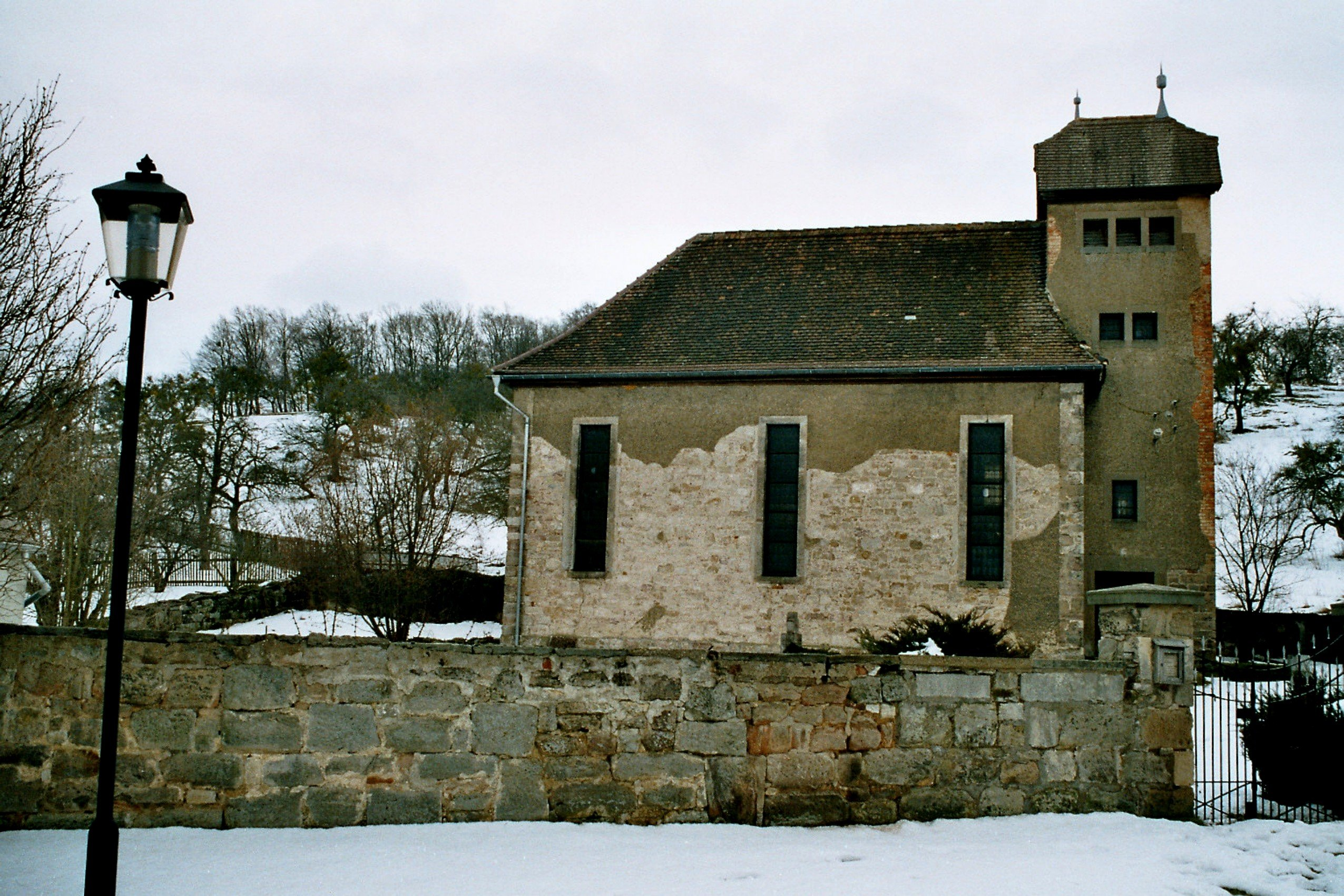
Die Kirche 2005

Die Dorfkirche St. Wendelin steht im Ortsteil Tünschütz der Stadt Schkölen im Saale-Holzland-Kreis in Thüringen. Sie gehört zum Pfarrbereich Eisenberg-Königshofen im Kirchenkreis Eisenberg der Evangelischen Kirche in Mitteldeutschland.

## Lage
Die Dorfkirche befindet sich zentral in dem in der Wethauaue liegenden Dorf nördlich von Petersberg.

## Geschichte
1529 stand in Tünschütz eine zu Petersberg gehörige Filialkirche. Womöglich bestand auch eine Verbindung zum Zisterzienserinnenkloster Petersberg. Ab dieser Zeit ist eine Kapelle bekannt, die 1729 von der heutigen Kirche St. Wendelin abgelöst wurde. Wendelin ist Schutzpatron der Schäfer.
1891 wurde der Dachreiter auf dem Ostgiebel des Hauses ersetzt.
1908 wurden drei Chorfenster gestiftet, die Moses, Paulus und Christus in der Mitte zeigen.

## Orgel
Die Firma Poppe aus Schleiz lieferte die Orgel, die jetzt aber nur begrenzt bespielbar ist.